# Liste der Kardinalskreierungen Paschalis’ II.
Papst Paschalis II. hat im Verlauf seines Pontifikates (1099–1118) die Kreierung von zumindest 69 Kardinälen vorgenommen. Er sah im Kardinalskollegium die Hauptstütze seines Papsttums.

## Liste
Alle Angaben, soweit nichts anders angegeben ist, sind nach Rudolf Hüls: Kardinäle, Klerus und Kirchen Roms: 1049–1130. Bibliothek des Deutschen Historischen Instituts in Rom. Max Niemeyer Verlag, Tübingen 1977, ISBN 978-3-484-80071-7

### Kreation um 1099
- Paganus, Kardinaldiakon von S. Maria Nuova (belegt 12. November 1099 – 14. Mai 1101)

### Kreationen um 1100
- Crescentius, Kardinalbischof von Sabina (belegt 4. März 1102 – 21. Juli 1126)
- Johannes Marsicano, O.S.B., Kardinalbischof von Tusculum (belegt seit 15. Oktober 1100, † im Oktober 1119)
- Albericus, Kardinalpriester von S. Pietro in Vincoli (belegt 14. April 1100 – 20. November 1100)
- Augustinus, Kardinalpriester von SS. IV Coronati (belegt 11. April 1100 – 1103)
- Bonifatius, Kardinalpriester von S. Marco (belegt 11. April 1111 – 1130)[3]
- Robertus Parisiensis, Kardinalpriester von S. Eusebio (belegt 25. August 1100 – 23. März 1112), abgesetzt 1112, dann[4] rehabilitiert und ernannt zum Kardinalpriester von S. Sabina (belegt als solcher: 24. September 1120 – Januar 1122) und wieder zum Kardinalpriester von S. Eusebio (6. April 1123)
- Nicolaus[5], Erzbischof von Brindisi (belegt als solcher seit 7. Januar 1101, † 1104), wurde am 7. Januar 1101 als ehemalige Kardinalpriester bezeugt

### Kreationen um 1101
- Richardus, O.S.B., Kardinalbischof von Albano (belegt seit 14. April 1101, † im Januar 1115)
- Romanus, Kardinalpriester von S. Prisca (belegt 15. März 1101 – 25. Februar 1114)
- Atto, Kardinaldiakon von S. Teodoro (belegt 30. November 1101 – 7. Juli 1106)

### Kreationen um 1102
- Petrus Senex, Kardinalbischof von Porto (belegt seit März 1102, † 1133 oder 1134)[3]
- Gregorius de Ceccano, Kardinalpriester von SS. Apostoli (18. Februar 1107 – 11. Mai 1112), wurde 1112 abgesetzt; dann[6] wieder Kardinalpriester von SS. Apostoli (belegt 6. April 1123 – März 1138)[3], Gegenpapst Viktor IV. (März 1138 – 29. Mai 1138), seit 29. Mai 1138 wieder Kardinalpriester von SS. Apostoli, wurde im April 1139 wieder abgesetzt
- Benedictus, Kardinalpriester von S. Pietro in Vincoli (belegt 23. März 1112 – 19. Februar 1127)
- Anastasius, Kardinalpriester von S. Clemente (belegt 4. März 1102 – 6. Mai 1125)
- Galterus, Kardinaldiakon (belegt 16. November 1102 – 8. Dezember 1102)

### Kreationen um 1105
- Leo Marsicanus, O.S.B., Kardinalbischof von Ostia (kreiert zwischen 1102 und 1107, belegt seit 7. September 1109, † 22. Mai 1115)
- Risus, Kardinalpriester von S. Lorenzo in Damaso (belegt 20. März 1105 – 23. März 1112), dann Erzbischof von Bari (belegt seit 2. April 1112, † 1118)
- Leo, O.S.B., Kardinaldiakon von SS. Vito e Modesto (belegt 4. September 1108 – 24. März 1116)
- Hubaldus, Kardinaldiakon (belegt am 18. März 1105)
- Hugo, Kardinaldiakon von SS. Cosma e Damiano (belegt März 1105 – 19. Juni 1112)

### Kreationen um 1106
- Divizzo, Kardinalpriester von SS. Silvestro e Martino (belegt 11. Oktober 1106 – 14. Januar 1121), dann (1121) Kardinalbischof von Tusculum (belegt 4. März 1121 – 16. Mai 1122)
- Landulfus, Kardinalpriester von S. Lorenzo in Lucina (belegt 2. November 1106 – 8. November 1108), dann Erzbischof von Benevent (seit 8. November 1108, † 4. August 1119)
- Romanus, Kardinalpriester von S. Prassede (belegt 1109 – 23. März 1112)
- Johannes, Kardinalpriester von S. Cecilia (belegt 23. März 1112 – 7. Mai 1128)
- Odelricus, Kardinalpriester von S. Maria in Trastevere[7] (belegt seit April 1109, † 9. September 1110/13)
- Berardus de Marsi, O.S.B., Kardinaldiakon von S. Angelo (belegt 24. Februar 1107 – 7. September 1109), dann (1109 oder 1110) Kardinalpriester von S. Crisogono und endlich Bischof von Marsi (seit 1110, † 3. November 1130)

### Kreation um 1108
- Kuno de Urach, C.R.Arrouaise, Kardinalbischof von Palestrina (belegt seit 1109, † 9. August 1122)

### Kreationen um 1109
- Anastasius, Kardinalpriester von SS. Giovanni e Paolo (belegt 7. September 1109)
- Johannes, Kardinalpriester von S. Pudenziana (belegt 11. April 1111)
- Theobaldus, Kardinalpriester von SS. Giovanni e Paolo (belegt 11. April 1111 – 6. April 1123)

### Kreationen um 1110
- Johannes, O.S.B., Kardinalpriester (belegt März 1110)
- Gregorius, Kardinaldiakon von S. Lucia (belegt 23. März 1112 – 16. Oktober 1113)
- Gregorius, O.S.B., Kardinaldiakon von S. Eustachio (belegt 23. März 1112 – 7. Dezember 1134)[3]
- Theobaldus Boccapecus, Kardinaldiakon von S. Maria Nuova (belegt 30. Januar 1110 – 17. April 1121), dann Kardinalpriester von S. Anastasia (belegt 6. April 1123 – 16. Dezember 1124)
- Romoaldus, Kardinaldiakon von S. Maria in Via Lata (belegt 2. Januar 1113 – 15. September 1121), dann Erzbischof von Salerno (15. September 1121 bis zum Tod am 1. April 1136)
- Aldo, Kardinaldiakon von SS. Sergio e Bacco (belegt 11. April 1111 – 15. Juni 1121)
- Boso, Kardinaldiakon (belegt 2. Januar 1113 – 13. Februar 1113), dann (1113) Kardinalpriester von S. Anastasia (belegt 16. Oktober 1113 – 1122) und endlich Bischof von Turin (belegt seit 13. Dezember 1122, † 30. April 1126/35)

### Kreationen um 1111
- Gregorius von Lukka, Kardinalpriester von S. Crisogono (belegt seit 11. April 1111, † 30. November 1113)
- Rainerius, Kardinalpriester von SS. Marcellino e Pietro (belegt 11. April 1111 – 17. April 1121)
- Vitalis, Kardinalpriester von S. Balbina (belegt 11. April 1111 – 24. Mai 1116), dann (27. Mai oder 23. September 1116) Kardinalbischof von Albano (belegt 21. Dezember 1116 – 28. März 1126)

### Kreationen um 1112
- Albericus, Kardinalpriester von S. Sabina (belegt 23. März 1112 – 19. Juni 1112)
- Nicolaus, O.S.B., Kardinalpriester (belegt November 1112)
- Hugo, Kardinalpriester (belegt November 1112)
- Petrus Petrileonis, O.S.B.Clun., Kardinaldiakon von SS. Cosma e Damiano (belegt 16. Oktober 1113 – 21. Mai 1120), dann (11. Juni 1120) Kardinalpriester von S. Maria in Trastevere (belegt seit 16. Juni 1120), seit 14. Februar 1130 Gegenpapst Anaklet II., † 25. Januar 1138
- Rossemanus, O.S.B., Kardinaldiakon von S. Giorgio (23. März 1112 – 4. September 1128)
- Oderisius de Sangro, O.S.B., Kardinaldiakon von S. Agata (belegt Oktober 1113 – 10. März 1135/37, † 30. August 1135/37?)[3]

### Kreationen um 1113
- Conradus, Kardinalpriester von S. Pudenziana (belegt 25. Februar 1114 – 1127), dann Kardinalbischof von Sabina (belegt seit 7. Mai 1128), seit 12. Juli 1153 Papst Anastasius IV., † 3. Dezember 1154
- Comes, Kardinaldiakon von S. Maria in Aquiro (belegt 21. Dezember 1116 – 6. Februar 1126)
- Petrus Pisanus, Kardinaldiakon von S. Adriano (belegt 16. Oktober 1113 – 22. Dezember 1116), Kardinalpriester von S. Susanna (belegt 24. Januar 1118 – 11. April 1139)[8], wurde im April 1139 abgesetzt und im Oktober 1143 wieder zum Kardinalpriester von S. Susanna ernannt, † 1144

### Kreationen um 1114
- Theodericus von Hildesheim, Kardinalpriester von S. Crisogono (ernannt am 20. Dezember 1113 oder 21. Februar 1114, belegt seit 8. März 1114, † 21. oder 22. Dezember 1115)
- Henricus, Kardinalpriester von S. Maria in Trastevere (belegt 10. Mai 1114)
- Hugo Pisanus, Kardinaldiakon von S. Nicola in Carcere (belegt 7. Juli 1114)

### Kreationen um 1115
- Gregorius, Kardinalpriester von S. Prisca (belegt 24. Januar 1118[9] oder 3. Januar 1121– 17. April 1121)
- Desiderius, Kardinalpriester von S. Prassede (belegt 2. Januar 1116 – 21. Juni 1138)[10]

### Kreationen um 1116
- Lambertus, Kardinalbischof von Ostia (belegt seit 20. April 1117) seit 21. Dezember 1124 Papst Honorius II., † 13. Februar 1130
- Hugo Alatrinus, Kardinalpriester von SS. Apostoli (belegt Januar 1118 – 10. November 1121)
- Deusdedit, Kardinalpriester von S. Lorenzo in Damaso (belegt 24. Mai 1116 – 19. April 1129)
- Gregorius, Kardinalpriester von S. Lorenzo in Lucina (belegt 1116 – 28. November 1125)
- Johannes, O.S.B., Kardinalpriester von S. Eusebio (belegt 24. Mai 1116 – September 1122)
- Saxo, Kardinalpriester von S. Stefano (belegt 24. Januar 1118 – 14. September 1131)[3]
- Johannes de Crema, Kardinalpriester von S. Crisogono (belegt 1116 – 11. Januar 1134)
- Gregorio Papareschi, Kardinaldiakon von S. Angelo (belegt seit 24. Mai 1116), seit 14. Februar 1130 Papst Innocenz II., † 24. September 1143
- Johannes, Kardinaldiakon von S. Lucia (belegt 24. März 1116 – 22. Dezember 1116)
- Guido, O.S.B., Kardinalpriester von S. Balbina (kreiert am 27. Mai oder 23. September 1116, belegt seit 21. Dezember 1116, † 7. Januar 1119 oder 1120)

### Kreationen um 1117
- Amicus, O.S.B., Kardinalpriester von SS. Nereo ed Achilleo (kreiert wahrscheinlich am 17. Februar 1117, belegt seit 20. April 1117, † 4. Januar 1139)[11]
- Crisogonus, Kardinaldiakon von S. Nicola in Carcere (belegt 20. April 1117 – 26. Juni 1122)
- Henricus, Kardinaldiakon von S. Teodoro (belegt 24. Januar 1118)
- Crescentius de Anagnia, Kardinaldiakon[12], dann (Wahrscheinlich am 16. Dezember 1121[13]) Kardinalpriester von SS. Marcellino e Pietro (belegt 1122 – 11. April 1139)[11], wurde im April 1139 abgesetzt

## Unsichere Fälle
Die folgende Kardinäle sind unter Paschalis II. zuerst nachweisbar, gehören aber wahrscheinlich noch zu den Kreationen seines Vorgängers Urbans II. (1088–1099):
- Benedictus, Kardinalpriester von Ss. Martino e Silvestro (belegt 15. Mai 1101)
- Petrus, Kardinalpriester von S. Sisto (belegt 15. März 1100 – 19. Juni 1112)